# Sergiu Medar
Sergiu Tudor Medar (n. 1 ianuarie 1948, Târgu Jiu) este un general de armată român, care a îndeplinit funcția de consilier prezidențial pentru apărare și securitate națională, coordonând în această calitate Comunitatea Națională de Informații (CNI) în perioada 2005-2007. În perioada în care a fost consilier prezidențial a îndeplinit și funcția de membru în CSAT.

## Cariera profesională
Sergiu Medar s-a născut la data de 1 ianuarie 1948 în municipiul Târgu Jiu (județul Gorj).
Tatăl său este Generalul maior Gheorghe Medar (avansat la gradul de general de brigadă la 8 mai 2000  și la gradul de general-maior cu 2 stele la 9 mai 2005 ).
N. 6 mai 1920 la Glogova județul Gorj - M. 23 ianuarie 2010, București.
Studii: Școala de Ofițeri de Rezervă de Artilerie (nov. 1941 - sept. 1942), Școlii de Ofițeri de Artilerie (sept. 1942 - apr. 1944), cursul de comandanți de regimente (ian. - iulie 1952) și cursul postacademic superior (nov. 1958 - nov. 1959).
Grade: sublocotenent - apr. 1944, locotenent - oct. 1945, căpitan - aug. 1950, maior - dec. 1952, locotenent colonel - sept. 1953, colonel - oct. 1958, în rezervă - martie 1975, general de brigadă (r) - mai 2000, general maior (r) - mai 2005.
Funcții: comandant secție (apr. 1945 - aug. 1946) și baterie în Divizionul 36 Artilerie a.t. (aug. 1946 - sept. 1947), comandant pluton (oct. 1947 - oct. 1948) și baterie în Rgt. 31 Infanterie (nov. 1948 - iunie 1949) și în Rgt. 9 Infanterie (iulie 1949 - aug. 1950), șeful artileriei Rgt. 27 Infanterie (aug. 1950 - dec. 1951), comandant al Rgt. 273 Artilerie a.t. (iulie 1952 - nov. 1953), girant (nov. 1953 - mai. 1954) și comandant al Brigăzii 39 Mitraliere Artilerie (4 mai - 4 nov. 1954), șef de stat major al Brg. 54 Artilerie (mai 1954 - nov. 1955), șef de stat major (dec. 1955 - aug. 1956) și comandant al Rgt. 54 Artilerie (aug. 1956 - mai 1958), Rgt. 7 Artilerie (mai 1958 - martie 1960), șeful artileriei la Comandamentul Apărării Litoralului (martie 1960 - mai 1961), comandant al Brg. 17 Artilerie (mai 1961 - oct. 1962), șeful artileriei Diviziei 1 Mecanizate (oct. 1962 - sept. 1965), șeful Grupului de Control al M.F.A. (sept. 1965 - mai 1973) și șef birou la Biroul Control al M.Ap.N. (mai 1973 - martie 1975).
Sergiu Medar a absolvit în anul 1970 Facultatea de Tehnologia Construcțiilor de Mașini, devenind inginer TCM. În anul 1986, a obținut titlul științific de doctor în Inginerie Tehnologică la Institutul Politehnic București.
După absolvirea Facultății, este angajat la Institutul de Cercetări al Armatei din București ca inginer stagiar (1970-1972) și apoi ca Șef de colectiv de proiectare (1972-1974). În anul 1974, este transferat în funcția de cercetător științific la Institutul de Cercetare Științifică și Inginerie Tehnologică pentru Mașini Unelte și Agregate din București, devenind în anul 1978 Șef de colectiv de cercetare în cadrul aceluiași institut. S-a căsătorit cu Anca Simona Cazmirschi, fiica unui inginer din Bucuresti, cu care are o fiica, Raluca Simona, medic gastroenterolog la Spitalul Militar din Bucuresti.
Din anul 1984 lucrează ca Șef colectiv de cercetare la Institutul de Cercetări Științifice al Armatei din Clinceni (județul Ilfov). În urma unor examene de echivalare, Sergiu Medar a obținut și diploma de absolvent al Școlii de ofițeri în rezervă de artilerie și rachete din Sibiu.
În baza acestor echivalări, în anul 1986 este încadrat în Ministerul Apărării Naționale (MApN) cu gradul de căpitan, continuând să lucreze la Institutul de Cercetări Științifice al Armatei din Clinceni ca inginer șef (1986-1987) și locțiitor tehnic (1987-1990). În paralel, este și cercetătăr științific la Institutul Militar pentru Cercetări în Inginerie și Tehnologie (1986-1990).
În anul 1990, după absolvirea unui curs postuniversitar de informații militare, este avansat la gradul de maior și cooptat ca analist militar în cadrul Departamentului de Informații Militare (DIM). În anul 1992, Sergiu Medar a fost numit ca adjunct al atașatului apărării, militar, aero și naval al României în Statele Unite ale Americii, Republica Argentina și Republica Federativă a Braziliei (1992-1996) și apoi ca atașat al apărării, militar, aero și naval al României în Statele Unite ale Americii (1996-1999). În această perioadă, este avansat la gradele de locotenent-colonel (1994) și apoi de colonel (1997).

## Șef al Comunității Naționale de Informații
Între anii 1999–2005, Sergiu Medar îndeplinește funcția de șef al Direcției de Informații Militare (DIM). Este avansat pentru merite excepționale la gradele de general de brigadă (25 octombrie 2000) , general maior (10 februarie 2003)  și general locotenent (1 ianuarie 2005) . A fost lector asociat la Centrul Marshall din Garmisch (Germania) în anul 2001 și la Colegiul Militar întrunit de Informații de pe lângă Direcția de Informații a Armatei SUA în anul 2004. Din septembrie 2005, el a fost cooptat ca profesor asociat la Universitatea Națională de Apărare “Carol I”, precum și la Colegiul Național de Apărare.
Sergiu Medar a fost primul militar avansat în grad după alegerea în funcția de președinte al României a lui Traian Băsescu. Prin Decretul nr.1.180 din 30 decembrie 2004, el a fost avansat la gradul de general-locotenent cu trei stele începând cu data de 1 ianuarie 2005. Într-o declarație din februarie 2005, Traian Băsescu a declarat că l-a înaintat în grad pe Medar pentru că "altfel acesta ar fi ieșit la pensie".
Generalul Medar a fost apreciat în timpul crizei ostaticilor din Irak, când a pus la dispoziție toate capacitățile de interceptare ale contingentului românesc de informații militare din Irak.
El a fost numit la 3 octombrie 2005 în funcția de Director general la Direcția Generală de Informații a Apărării , după trecerea în rezervă a generalului Gheorghe Rotaru. Deși anunțase că funcția va fi ocupată de un om politic, președintele României, Traian Băsescu, l-a numit la 25 noiembrie 2005 pe generalul-locotenent cu 3 stele Sergiu Medar în funcția de consilier prezidențial pentru apărare și securitate națională . În această calitate, gen. Sergiu Medar a fost numit în funcția de șef al nou-înființatei Comunități Naționale de Informații (CNI) și de membru al Consiliului Suprem de Apărare a Țării (CSAT).
Rolul său era de a coordona activitatea operativă și de planificare a strategiilor de securitate a Comunității de Informații. Ca membru de drept în două dintre nivelurile Comunității - cel de comandă și cel operativ, el a asigurat practic legătura dintre președintele Traian Băsescu și Comunitate, dintre președintele țării și toate serviciile secrete.
Prin Decretul nr. 1.373 din 28 decembrie 2005, Sergiu Medar a fost înaintat la gradul de general cu patru stele și a fost trecut în rezervă cu noul grad începând din data de 31 decembrie 2005.
La începutul lunii februarie 2007, Sergiu Medar a fost acuzat de către presă că și-a cumpărat în anul 2005 apartamentul de serviciu de 110 metri pătrați într-o zonă centrală a Capitalei cu 27.300 de euro, deși pe piața imobiliară o astfel de locuință ar fi valorat 150.000 de euro. Această tranzacție s-a perfectat deși conform declarației sale de avere, Medar mai deținea în proprietate, împreună cu soția, două case de vacanță: una din 1991, în comuna Răcari, și una din 2003, la Bușteni. Legea nr. 562/2004, modificată prin Legea nr. 357 din 2006, pentru vânzarea locuințelor de serviciu din apărare, ordine publică și securitate națională, interzice cumpărarea apartamentelor de către persoanele care „dețin în proprietate, ele sau soțul, o locuință proprietate personală“.
La 15 martie 2007, generalul Sergiu Medar a fost eliberat din funcția de consilier prezidențial pe probleme de apărare și securitate națională. Motivul invocat de președinte a fost probelemele de sănătate ale lui Medar, consilierul prezidențial internându-se la Spitalul Militar, la începutul lunii martie, din cauza surmenajului, aritmiei cardiace și a diabetului.

## Decorații
Pentru activitatea sa în domeniul politicii de securitate națională, generalul Sergiu Medar a fost decorat cu următoarele ordine:
- Meritul Militar ”Medal - First Class"
- Ordinul Național “Steaua României” în grad de Ofițer (2000) și cu
- Medalia “Legiunea de merit” (SUA).

Generalul Sergiu Medar vorbește fluent limba engleză. Este căsătorit și are o fiică.

## Lucrări publicate
- Acționări și automatizări hidraulice – Sisteme mecano-pneumo- electrohidraulice (Ed. Tehnică, 1983) - coautor
- Hidraulica mașinilor-unelte (Ed. Tehnică, 1983) - coautor
- Filtre pentru acționări hidraulice și pneumatice (Ed. Tehnică, 1986) - coautor
- Acționări și comenzi hidraulice (Ed. Tehnică, 1989) - coautor